# Abritus Razgrad
Abritus Razgrad (buł. ШК „Абритус” Разград) – bułgarski klub szachowy z siedzibą w Razgradzie, siedmiokrotny mistrz kraju.

## Historia
Klub został założony 28 stycznia 1993 roku. W 2012 roku klub zajął trzecie miejsce w mistrzostwach Bułgarii, ulegając jedynie Łokomotiwowi Płowdiw i Łokomotiwowi 2000 Płowdiw. W 2013 roku zespół zdobył mistrzostwo kraju. W latach 2014–2015 klub obronił tytuł. W 2016 roku Abritus uzyskał trzecie miejsce w lidze. W latach 2017–2019 i 2021 zespół ponownie zdobył tytuł mistrzowski. W 2022 roku uzyskano wicemistrzostwo.
W klubie grali m.in. Petyr Arnaudow, Dejan Bożkow, Boris Czatałbaszew, Radosław Dimitrow, Petar Drenczew, Pawło Eljanow, Iwajło Enczew, Ewgeni Ermenkow, Władimir Georgiew, Kamil Mitoń, Momcził Nikołow, Pejczo Peew, Władimir Petkow, Krasimir Rusew, Wasił Spasow, Wiaczesław Tiliczejew i Milen Wasilew.